# لوریل
لوریل (به فرانسوی: Lureuil) یک کمون در فرانسه است که در اندر واقع شده‌است. لوریل ۲۲٫۰۴ کیلومتر مربع مساحت و ۲۷۱ نفر جمعیت دارد و ۱۵۲ متر بالاتر از سطح دریا واقع شده‌است.